# Calatola
Calatola, biljni rod dvosupnica iz porodice Metteniusaceae smješten u tribus Plateoideae. Sastoji se od 5 vrsta drveća u tropskoj Americi od Meksika do Ekvadora
Rod je opisan u Contributions from the United States National Herbarium 23(3): 688–689. 1923.

## Vrste
1. Calatola costaricensis Standl.
2. Calatola laevigata Standl.
3. Calatola microcarpa Gentry ex Duno & Janovec
4. Calatola mollis Standl.
5. Calatola uxpanapensis Vera-Cal. & T.Wendt